# Hartau (Zittau)
Hartau ist ein Ortsteil von Zittau im Landkreis Görlitz im Südosten Sachsens, an der Grenze zu Tschechien. Die ehemals selbständige Gemeinde wurde 1999 in die Stadt Zittau eingegliedert. Hartau hat etwa 600 Einwohner.

## Geographie und Verkehr
Hartau liegt am Fuße des Zittauer Gebirges in der Nähe des Dreiländerecks zu Tschechien und Polen auf einer Höhe von 240 bis 283 m ü. NN. Hartau besteht aus zwei Teilen: Alt-Hartau entlang der Neiße und Neu-Hartau weiter südwestlich. Durch Hartau fließt der Pfaffenbach, die Ortslage Neu-Hartau erstreckt sich entlang des Goldbaches. Nördlich erhebt sich der Tonberg (260 m), südlich der Hahnberg (Kohoutí vrch, 535 m), Lindeberg (Sedlecký Špičák, 544 m), Pfaffenstein (Popova skála, 565 m) und der Mühlsteinberg (482 m), südwestlich der Heideberg (549 m), Zigeunerberg (510 m) und der Töpfer (582 m) sowie westlich die Rote Höhe (271 m).
Hartau ist von Zittau aus über die Staatsstraße 132 erreichbar, von welcher es sowohl eine nördliche wie auch südliche Zufahrtsstraße gibt. Durch Hartau führt der Oder-Neiße-Radweg. In Alt-Hartau gibt es einen Grenzübergang für Fußgänger, Radfahrer und Reiter nach Loučná, einem Ortsteil der tschechischen Nachbargemeinde Hrádek nad Nisou (Grottau).

## Geschichte

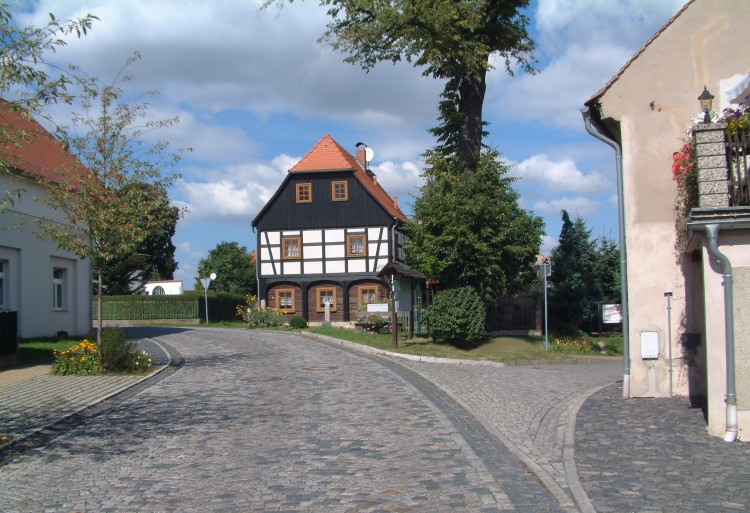
Die alte Schule in Alt-Hartau

Das ältere Straßendorf Alt-Hartau besteht vermutlich seit dem 13. Jahrhundert, die Besiedelung von Neu-Hartau begann erst im Jahr 1725 und erlebte mit Beginn des Braunkohlebergbaus eine wesentliche Expansion.
Der Name leitet sich wahrscheinlich aus dem Althochdeutschen Wort harth für Gebirgswald ab. 1375 wurde der zur Herrschaft Grafenstein gehörige Ort als Harte erstmals urkundlich erwähnt. Seit 1384 besaß die Stadt Zittau Rechte an dem Ort, welche nur in der Zeit des Oberlausitzer Pönfalls unterbrochen wurden. Neben der Landwirtschaft und der Fischzucht ernährten sich die Bewohner Hartaus von der Weberei und Gärtnerei, bis um 1835 der Braunkohlebergbau als Erwerbsquelle hinzu kam. Anfangs wurde die Kohle im Untertagebau gefördert, ab 1903 bis 1953 im Tagebau.
Ein grenzüberschreitender Lehrpfad beschäftigt sich mit der Geschichte aus jener Industrieepoche.
Bereits 1931 hatte es in Hartau politische Auseinandersetzungen über einen möglichen Anschluss an die Stadt Zittau gegeben. Anlass war damals die freigewordene Bürgermeisterstelle, über deren Wiederbesetzung zu entscheiden war. Obwohl die Gemeindeverordneten die Eingemeindung mit sieben von dreizehn Stimmen beschlossen hatten, beantragten Ende Juni 1931 109 Antragsteller eine Gemeindebürgerabstimmung, die schon am 5. Juli stattfand. Dabei stimmten 305 von 602 Gemeindebürgern gegen die Vereinigung und nur 41 dafür. So musste der Anschluss an die Stadt Zittau nach dem damaligen Gemeinderecht unterbleiben.
Nach dem Zweiten Weltkrieg bewirtschafteten Bauern der LPG Weißbachtal die Wiesen und Äcker, von denen einige durch Umwandlung von Fischteichen in Wiesenflächen entstanden. Haupteinnahmequelle war die Viehzucht.
In Neu-Hartau, später auch in Alt-Hartau gewann der Tourismus, meist als Nebenerwerb, an Bedeutung. Es entstanden vor allem nach 1990 einige Ferienwohnungen und Pensionen. Derzeit gibt es etwa 30 Gästebetten.
Von regionaler Bedeutung ist heute die grenzüberschreitende freie Schule Schkola.

## Gedenkstätten
- Sowjetischer Ehrenfriedhof von 1947 (umgestaltet 1967) an der Hartauer Straße für 13 namentlich bekannte und 255 unbekannte sowjetische Kriegsgefangene sowie Frauen und Männer, die während des Zweiten Weltkrieges nach Deutschland verschleppt und Opfer von Zwangsarbeit wurden

## Kultur und Sehenswürdigkeiten
- Umgebindehäuser

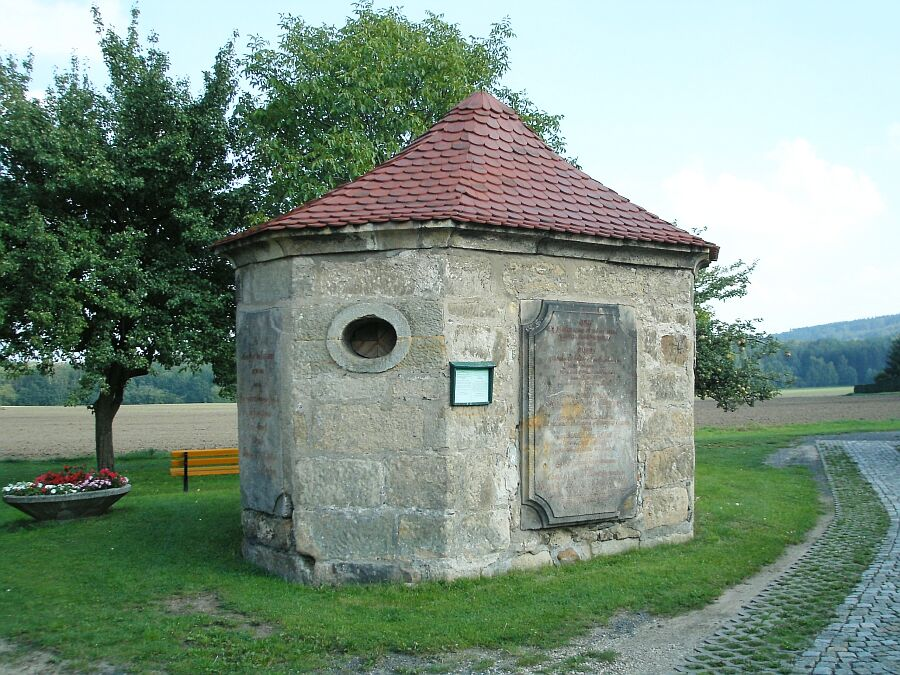
Röhrhäusel

- Alte Schule von 1780, ein zweistöckiger Umgebinde-Bau mit Krüppelwalmdach
- Röhrhäusel von 1726, Wahrzeichen Hartaus. Ein Häuschen aus Sandstein mit achteckigem Grundriss das bis 1864 der Sammlung von Quellwasser für die erweiterte alte Zittauer Wasserleitung von 1544 diente.
- Fischereigrenzstein von 1565, letzter erhaltener aus einer Reihe von Fischereigrenzsteinen entlang von Neiße und Weißbach, der restauriert und nahe der alten Schule wieder aufgestellt wurde.
- Vereinszentrum in Alt-Hartau, ein in den 1990er Jahren umfassend sanierter Dreiseithof, der für Ausstellungen, Feste und Vereinsleben genutzt wird.

## Wanderziele und Naturdenkmale
- Dreiländerpunkt
- Burgruine Karlsfried
- Fuchskanzel
- Weißbachtal
- Uhusteine
- Töpfer
- Scharfenstein

In Tschechien:
- Badesee Kristýna
- Burg Grabštejn
- Sedlecký Špičák (dt. Lindeberg) (544 m)
- Popova skála (dt. Pfaffenstein)
- Tschechoslowakischer Wall
- Rabensteine